# Деспотовина Арта
Деспотовина Арта (алб. Despotati i Artës) је била држава у Епиру која је постојала у периоду од 1358. до 1416. године. Формирана је након погибије епирског деспота Нићифора II. Карло I Тоца припојио је Арту Епирској деспотовини 1416. године.

## Историја
Последњи епирски деспот династије Орсини био је Нићифор II. Његова женидба са сестром Јелене, удовице цара Душана Силног, довела је до побуне албанских великаша који су били у савезу са породицом Кантакузин којој је припадала Орсинијева бивша супруга Марија. Одлучујућа битка између албанских трупа и трупа Епирске деспотовине вођена је на реци Ахелоју 1359. године. Албанци су добили битку. Епирска војска је уништена, а деспот је погинуо. На територијама Епирске деспотовине створене су две нове деспотовине: прва са центром у Арти, а друга са центром у Анђелокастрону. Анђелокастроном је владао Ђин Буа Спата, а Артом Петар Љоша. Након смрти Љоше (1374), деспотовине су се ујединиле под владавином Ђин Буа Спате. Априла 1378. године велики мајстор Хоспиталаца, Хуан Фернандез де Хередија, је покушао да заузме Арту, али је поражен и заробљен у бици против Ђин Буа Спате. Хередију је Спата продао Турцима. У бици је Ђин Буа Спати велику помоћ пружио Тома Прељубовић, епирски деспот и син кесара Прељуба. Међутим, овај савез није дуго трајао. Територија деспотовине Арте је у свом највећем обиму (1374–1403) обухватала територију од Коринтског залива на југу до реке Ахерон на северу, граничући се са кнежевином Ђирокастром под Јованом Зеневисијем. Епирски деспот је у овом периоду контролисао само источни део Епира са центром у Јањини. Тома Прељубовић је био у рату са Ђин Буа Спатом убрзо након победе албанског великаша над великим мајстором Хоспиталаца. Спата је 1375. године предузео напад на Јањину, али није успео да га освоји. Рат није спречила ни чињеница да је Спата био у браку са сестром Томе Прељубовића, Јеленом. Спата је умро 1399. године. Деспотовина Арта почела је да слаби. Избија грађански рат. Спатин наследник, Морис Спата, морао је да се бори са Млечанима и грофом Карлом I Тоцом од Кефалоније. Турске нападе подстицао је епирски деспот Исаул де Буонделмонти. После његове смрти (1411), епирски престо преузео је Карло Тоцо (након краткотрајне владавине Ђорђа де Буонделмонтија). Упркос Морисовој победи над Карлом (1412), Албанци не освајају Јањину. Напротив, после Морисове погибије (1414/5), Карло напредује ка Арти. Он је 1416. године поразио Јакуба Спату, освојио Арту и припојио је својој држави.

## Деспоти Арте
- Петар Љоша (1358-1374)
- Ђин Буа Спата (1374-1399)
- Гуро Спата (1400)
- Морис Спата (1401-1414)
- Јакуб Спата (1414-1416)